# Dobro Polje (Češka)
Dobro Polje (njemački: Guttenfeld, češki: Dobré Pole) je naselje u jugoistočnoj Češkoj. U ovom naselju žive Hrvati iz skupine Moravski Hrvati.

## Zemljopis
Dobro Polje se nalazi u jugoistočnoj Češkoj dio je okruga Břeclav i pokrajine Južna Moravska.

## Povijest
Prvi pisani spomen naselja je iz 1350. godine. Do sredine 20. stoljeća većinu stanovništva činili su Hrvati,   godine 1930. 46% stanovništva bili su Hrvati,  značajna manjina bili su Nijemaci kojih je 1930. godine bilo 22% stanovništva naselja. Poslije Drugog svjetskog rata Hrvati su nasilno preseljeni po čitavoj Češkoj, ponajviše po Moravskoj duboko u unutrašnjost države.

## Vanjske poveznice
- Službene stranice naselja